# دومينيكو فالنتينو
دومينيكو فالنتينو (بالإيطالية: Domenico Valentino)‏ (مواليد 17 مايو 1984) هو ملاكم إيطالي، مثّل بلاده في الألعاب الأولمبية الصيفية في دورات 2004 و2008 و2012.

## روابط خارجية
دومينيكو فالنتينو على موقع بوكس ريك (الإنجليزية) (registration required)
- دومينيكو فالنتينو على موقع اللجنة الأولمبية الدولية (الإنجليزية)
- دومينيكو فالنتينو على موقع أوليمبيديا (الإنجليزية)